# NGC 3247
NGC 3247 ist ein offener Sternhaufen und die zentrale OB-Assoziation des massereichen Sternentstehungsgebietes RCW 49 im Sternbild Carina am Südsternhimmel. Er befindet sich in einer Entfernung von nahezu 20.000 Lichtjahren zur Sonne im Sagittarius-Spiralarm der Milchstraße. Insgesamt wird NGC 3247 durch Dunkelbänder in drei Gebiete unterteilt, an seinem westlichen Rand befindet sich die kompakte Sternansammlung Westerlund 2.
NGC 3247 wurde am 1. April 1834 von John Herschel entdeckt.